# Mariia Prîmacenko
Mariia Prîmacenko (în ucraineană Марія Оксентіївна Примаченко, transliterare Mariia Oksentiiivna Prîmacenko; n. 30 decembrie 1908/12 ianuarie 1909, Bolotnea, Q16689655⁠(d), gubernia Kiev⁠(d), Imperiul Rus – d. 18 august 1997, Bolotnea, Raionul Ivankiv, Regiunea Kiev, Ucraina) a fost o pictoriță ucraineană de artă populară, reprezentantă a artei naive. Artista a folosit ca tehnici desenul, broderia și pictura pe ceramică. Prîmacenko a fost laureată a Premiului Național al Ucrainei „Taras Șevcenko”, Artistă de onoare a URSS în 1970, Artist al Poporului din Ucraina. Pablo Picasso a spus odată, după ce a vizitat o expoziție Prîmacenko din Paris: „Mă închin în fața miracolului artistic al acestei strălucite ucrainene”. UNESCO a declarat anul 2009 drept Anul Mariei Prîmacenko.

## Biografie
Mariia Prîmacenko s-a născut într-o familie de țărani și și-a petrecut întreaga viață în satul Bolotnea din fostul raion Ivankiv, regiunea Kiev, situat la 30 km de Cernobîl.
În copilăria ei, Prîmacenko s-a îmbolnăvit de poliomielită, iar această boală dureroasă i-a influențat viața. Ca urmare a bolii a fost nevoită să meargă folosint cârjele. A devenit o persoană grijulie, având compasiune pentru natură și pentru orice ființă vie.
La Kiev, Prîmacenko l-a întâlnit pe Vasîl Marînciuk. În martie 1941, s-a născut fiul lor, Fedir. Nu au avut timp să se căsătorească - Vasîl a plecat la război și nu s-a mai întors. Fiul lui Fedir Prîmacenko a devenit un artist popular. El și soția sa au crescut doi fii, nepoții artistei.

## Operă

Chaplun sălbatic. 1977, pe timbru poștal ucrainean

Fiara de mazăre, 1971, pe timbru poștal ucrainean

În 1936, la Prima Expoziție Republicană de Artă Populară din Kiev, picturile lui Prîmacenko au primit o sală întreagă și ea a fost premiată cu diploma de gradul 1. Expoziție a fost văzută de Moscova, Leningrad și Varșovia. Lucrările ei au fost expuse cu succes constant la expoziții de la Paris, Varșovia, Sofia, Montreal și Praga.
Lucrările de artă ale lui Prîmacenko înfățișează fiare mitologice fabuloase și își au rădăcinile în legende populare și basme, hrănite de viața și cultura reală ucraineană.
Compozițiile lui Prîmacenko au fost expuse în toată fosta Uniune Sovietică, Ucraina și alte țări (Franța, Canada, Polonia și Germania). Albumele ei au fost publicate în întreaga lume și continuă să fie prezentate în expoziții internaționale. Pictura ei Șoarece la plimbare a fost copiată de designera finlandeză Kristina Isola într-un design de țesătură Folks in the Woods, care a fost folosit și de Finnair pentru decorarea avioanelor.

## Lucrări și recunoaștere
În onoarea artistei, în 2008 Banca Națională a Ucrainei a lansat o monedă comemorativă. UNESCO a declarat 2009 ca anul Prîmacenko și în acel an o planetă mică a fost numită în memoria sa – planeta 14624 Primachenko.
Muzeul de Istorie și Etnografie din Ivankiv, unde erau expuse unele lucrări ale lui Prîmacenko, a fost ars în februarie 2022 în timpul invaziei Rusiei în Ucraina. Peste 20 de lucrări ale artistei au fost distruse.